# Vrbovsko
Vrbovsko es un municipio de Croacia en el condado de Primorje-Gorski Kotar.

## Geografía
Se encuentra a una altitud de 469 m s. n. m. a 96 km de la capital nacional, Zagreb.

## Demografía
En el censo 2011 el total de población del municipio fue de 5076 habitantes, distribuidos en las siguientes localidades:
- Blaževci - 38
- Bunjevci -  35
- Carevići -  17
- Damalj -  27
- Dokmanovići - 54
- Dolenci -  10
- Donji Vučkovići - 17
- Donji Vukšići -  13
- Draga Lukovdolska -  19
- Dragovići -  6
- Gomirje - 343
- Gorenci -  44
- Gornji Vučkovići - 13
- Gornji Vukšići - 0
- Hajdine -  80
- Hambarište -  38
- Jablan -  209
- Jakšići - 50
- Kamensko - 4
- Klanac - 35
- Komlenići -  11
- Lesci - 0
- Liplje - 62
- Lukovdol - 129
- Ljubošina - 173
- Majer - 16
- Mali Jadrč -  25
- Matići -  13
- Međedi - 0
- Mlinari - 7
- Močile - 88
- Moravice - 664
- Musulini - 162
- Nadvučnik - 29
- Nikšići -  30
- Osojnik - 102
- Petrovići - 15
- Plemenitaš - 38
- Plešivica - 11
- Podvučnik - 0
- Poljana - 8
- Presika - 14
- Radigojna - 23
- Radočaj - 0
- Radoševići - 35
- Rim - 38
- Rtić - 11
- Severin na Kupi - 118
- Smišljak - 21
- Stubica - 53
- Štefanci - 3
- Tići - 48
- Tomići - 13
- Topolovica - 3
- Tuk - 79
- Veliki Jadrč -  73
- Vrbovsko -  1 673
- Vučinići - 64
- Vučnik - 11
- Vujnovići - 41
- Vukelići - 20
- Zapeć - 9
- Zaumol - 39
- Zdihovo - 28
- Žakule - 24

| Gráfica de población de Vrbovsko 1857-2011                          |
|                                                                     |
| Según los censos de población de la oficina estadística de Croacia. |

] -